# Pierre Vaultier
Pierre Vaultier (* 24. Juli 1987 in Briançon) ist ein ehemaliger französischer Snowboarder, vierfacher Olympionike und zweifacher Olympiasieger im Snowboardcross (2014, 2018).

## Werdegang
Vaultier begann seine Karriere im Alter von 13 Jahren 2001 bei den französischen Meisterschaften in Serre Chevallier. Nachdem er anschließend vier Jahre lang FIS-Rennen bestritt und im Europacup fuhr, gelang ihm bei seinem ersten großen internationalen Auftritt bei den Juniorenweltmeisterschaften 2005 in Zermatt direkt der Medaillenerfolg. In seiner Spezialdisziplin Snowboardcross gewann er die Bronzemedaille. Noch im selben Jahr schaffte er zu Beginn der Saison 2005/2006 den Sprung in den Weltcup, allerdings nur im Snowboardcross. Bereits im fünften Weltcuprennen erreichte er den zweiten Platz in Whistler.
Danach wurde Vaultier ins Aufgebot der französischen Mannschaft für die Olympischen Spiele 2006 in Turin berufen. Dort misslang ihm allerdings eine bessere Platzierung als der 35. Platz. Dennoch startete er im nächsten Winter sehr erfolgreich im Weltcup, ihm gelang erstmals ein Weltcupsieg. Diesen Erfolg konnte er in der Saison 2007/2008 zweimal wiederholen, auch gewann er den Einzelweltcup im Snowboardcross und wurde Gesamtweltcupdritter. In der Saison 2008/2009 gewann Valutier das erste Weltcuprennen im Snowboardcross und führte damit die Wertung erneut an. In der Saison 2009/10 gewann er vier Weltcuprennen und erreichte einmal den zweiten Platz. Die Saison beendete er auf den zweiten Platz in der Gesamtwertung und den ersten Rang in der Snowboardcrosswertung. Bei den Olympischen Winterspielen 2010 in Vancouver belegte er den neunten Platz im Snowboardcross. Im Dezember 2010 gewann er das Weltcuprennen in Telluride. Bei den Snowboard-Weltmeisterschaften 2011 in La Molina kam er auf den fünften Platz. In der Saison 2011/12 errang er zweimal den dritten Platz und siegte dreimal bei Weltcuprennen. Bei den Snowboard-Weltmeisterschaften 2013 im Stoneham verpasste er mit Platz vier nur knapp eine Medaille.
Bei den Olympischen Winterspielen 2014 in Sotschi holte Vaultier sich im Februar die Goldmedaille im Snowboardcross. Bei den Snowboard-Weltmeisterschaften 2015 am Kreischberg errang er den 14. Platz. In der Saison 2015/16 kam er bei acht Teilnahmen im Weltcup, sechsmal unter die ersten Zehn. Dabei belegte er dreimal den zweiten Platz und siegte jeweils in Feldberg und in Sunny Valley. Im März 2016 wurde er französischer Meister und gewann zum Saisonende den Snowboardcross-Weltcup. Nach Platz 13 in Solitude und Platz neun in Montafon zu Beginn der Saison 2016/17, siegte er in Feldberg, in La Molina und in Veysonnaz und belegte in Bansko den zweiten Platz. Er gewann damit wie im Vorjahr den Snowboardcross-Weltcup. Beim Saisonhöhepunkt den Snowboard-Weltmeisterschaften 2017 in Sierra Nevada wurde er Weltmeister. In der Saison 2017/18 gewann er mit vier zweiten Plätzen und ersten Plätzen zum dritten Mal in Folge den Snowboardcross-Weltcup. Bei den Olympischen Winterspielen 2018 in Pyeongchang holte er nach 2014 erneut die Goldmedaille im Snowboardcross.

## Weltcupsiege und Weltcup-Gesamtplatzierungen

### Weltcupsiege
| Nr. | Datum              | Ort           |
| --- | ------------------ | ------------- |
| 1.  | 17. März 2007      | Stoneham      |
| 2.  | 27. September 2007 | Valle Nevado  |
| 3.  | 15. Februar 2008   | Sungwoo       |
| 4.  | 7. März 2008       | Stoneham      |
| 5.  | 13. September 2008 | Chapelco      |
| 6.  | 12. September 2009 | Chapelco      |
| 7.  | 19. Dezember 2009  | Telluride     |
| 8.  | 15. Januar 2010    | Veysonnaz     |
| 9.  | 21. Januar 2010    | Stoneham      |
| 10. | 19. März 2010      | La Molina     |
| 11. | 17. Dezember 2010  | Telluride     |
| 12. | 16. Dezember 2011  | Telluride     |
| 13. | 8. Februar 2012    | Blue Mountain |
| 14. | 21. Februar 2012   | Stoneham      |
| 15. | 21. März 2013      | Sierra Nevada |
| 16. | 24. Januar 2016    | Feldberg      |
| 17. | 21. Februar 2016   | Sunny Valley  |
| 18. | 11. Februar 2017   | Feldberg      |
| 19. | 5. März 2017       | La Molina     |
| 20. | 25. März 2017      | Veysonnaz     |
| 21. | 27. Januar 2018    | Bansko        |
| 22. | 25. Februar 2018   | Feldberg      |

### Weltcup-Gesamtplatzierungen
| Saison  | Platz | Punkte |
| ------- | ----- | ------ |
| 2005/06 | 13.   | 1632   |
| 2006/07 | 3.    | 1700   |
| 2007/08 | 1.    | 5180   |
| 2008/09 | 21.   | 1120   |
| 2009/10 | 1.    | 5800   |
| 2010/11 | 2.    | 3210   |
| 2011/12 | 1.    | 3852   |
| 2012/13 | 9.    | 1548   |
| 2013/14 | 55.   | 115    |
| 2014/15 | 14.   | 600    |
| 2015/16 | 1.    | 5140   |
| 2016/17 | 1.    | 4450   |
| 2017/18 | 1.    | 7460   |